# 非定型精神病
非定型精神病（ひていけいせいしんびょう、英: Atypical Psychosis）は、典型的ではない、つまり非定型という意味合いで使われており、典型的な統合失調症、双極性障害、てんかんではないが、複数の症状を呈している際に使われる病名。したがって同じ非定型精神病と診断されても症状は、さまざまである。通常は非定型内因性精神病を指す。統合失調感情障害と混同されやすいが、同一ではなく、非定型精神病はこれら「非定型」な疾患群を独立した臨床単位として分類した場合の呼称である。近年では操作的診断法の導入により、非定型精神病の診断名自体使われなくなりつつある。しかし急性症状を主とする非定型精神病の診断を素早く的確に下し治療に役立てることは、患者の救命やQOLにつながるなど、一部では非定型精神病概念の再評価がなされている。

## 概要
急性に発症し、周期性の経過をとり、幻覚や妄想など統合失調症のような症状を呈するが、人格欠陥を残さない場合が多く、予後が良好で、比較的短期間で寛解状態に至る。病状が短期間の間に変動しやすい特徴がある。躁うつ病の色彩があったり、軽い意識混濁を示すこともあるなど、症状は多彩である。

### 特徴
非定型精神病には以下の特徴があるとされる。
1. 発症が急性。
2. 予後は比較的良いが、再発の傾向があり、周期性の経過を辿る。
3. 病像は多彩で、情動性障害、精神運動性障害[注 2]あるいは意識変容を基本症状とし、活発な幻覚妄想体験を伴った錯乱ないし夢幻様状態[注 3]を呈する。
情動性や精神運動性の障害には相性の特徴があり、「躁 - うつ」、「恍惚 - 苦悶」、「興奮 - 混迷」、といった両極間での変動がみられる。
4. 病前性格は現実指向性で、几帳面、熱中型、他者配慮性。
5. 遺伝負因を持つものが多い。
6. 初発や再発では、誘引を契機とすることが多い。

DSM-IVやICD-10には非定型精神病に該当する分類はない。
よって統合失調感情障害あるいは、急性一過性精神病性障害（acute and transient psychotic disorder）に分類されることが多い。

## 歴史
「非定型」という言葉は、クレペリンの早発性痴呆（統合失調症）、躁うつ病（双極性障害）の内因性精神病二分主義に対する疑問から生まれた。内因性疾患、いわゆる統合失調症、躁うつ病ではないが、それら2つの症状の特徴を両方持っているなど、いずれにも分類されがたい疾患は、「非定型」な症例と呼ばれていた。
二元的精神病観に当てはまらない症例に対する問題を、ブロイラー（Bleuler,E& Bleuler,M）は統合失調症の概念を拡大することで解決した。またそれらいずれにも属さぬ中間群は、クレッチマー、ガウプの「混合精神病（Mischpsychose）」、ウェルニッケの「辺縁精神病」、ボンフェッファー、クライストの「変質精神病（Degenerationspsychose）」など、様々な概念を生んだが、その中でも特に影響力が大きかったものとしては以下のものがあった。
1880年代のフランスでは、マニャンにより、「bouffée délirante」と名づけられた疾患があった。「bouffée délirante（急性錯乱）」とは、急性に発病し、幻覚妄想と情動の変化があり、転帰が良く短期間で完全寛解する、一過性の精神病のことである。エー（Ey,H）による急性精神病の記載も有名である。
北欧では「反応精神病」という概念が提唱された。これは1916年のウィンマーによる心因性精神病の概念を基本とした疾患であり、原因論的に心因により誘発されると考えられたものである。急性発症で短期間で完全寛解に至り、病像自体は情動変化、意識障害、妄想など多彩であった。
アメリカにおいては元来非定型概念がなかったのだが、1932年、カザニン（Kasanin,J）によって「急性統合失調感情病」の概念が提唱されている。感情症状と統合失調症の症状が同時にあらわれた症例が、力動論的に解釈されたものである。心理的ストレスにより急性に発症すると考えられ、幻覚妄想を伴う情動的な混乱があり、なおかつ短期間で完全寛解に至る。
ドイツではウェルニッケの流れを汲んだクライストが「類循環精神病（zykloide Psychose）」という用語を初めて用い、その後をレオンハルトが継承した。
レオンハルトは内因性精神病として「定型躁うつ病（相性精神病 - phasische Psychosen）」と「定型統合失調症（体系分裂病 - systematische Schizophrenien）」の中間にこの「類循環精神病」と「非定型分裂病（atypische Schizophrenie）」を位置づけた。
レオンハルトの内因精神病の分類
| 現在での位置            | 1927年ごろ   | （1927年時のサブタイプ）   |
| ----------------------- | ------------ | -------------------------- |
| 双極性障害 （躁うつ病） | 相性精神病   | 純粋なうつ病と純粋な躁病   |
| 双極性障害 （躁うつ病） | 相性精神病   | 純粋なうつ病と純粋な軽躁病 |
| 双極性障害 （躁うつ病） | 相性精神病   | 躁うつ病                   |
| 非定型精神病            | 類循環精神病 | 不安・恍惚精神病           |
| 非定型精神病            | 類循環精神病 | 興奮・抑制錯乱精神病       |
| 非定型精神病            | 類循環精神病 | 多動・無動運動精神病       |
| 非定型精神病            | 非体系分裂病 | 周期性緊張病               |
| 非定型精神病            | 非体系分裂病 | 分裂性言語症               |
| 非定型精神病            | 非体系分裂病 | 感情パラフレニー           |
| 統合失調症              | 体系分裂病   | 単純体系分裂病             |
| 統合失調症              | 体系分裂病   | 複合体系分裂病             |

レオンハルトの類循環精神病は現在のICD-10では、急性一過性の急性多形成精神病、非体系分裂病は統合失調様精神病、妄想性障害などに分類される。
一方日本でも、精神分裂病（統合失調症）、躁うつ病、真性てんかんではない、独立した疾患群を求める声が生まれ、1942年に満田久敏により「非定型精神病（Atypical Psychosis）」の概念が提唱された。統合失調症が慢性かつ推進性に経過し、自閉的な生活態度をとるのに対し、非定型精神病は急性発症、相性・周期性の経過（特徴を参照）、活発な幻覚妄想、錯乱・夢幻様状態を呈し、予後は良好、というものである。また、病前性格は定型統合失調症の患者と異なり、感情疎通性が保たれており、発病に関して、精神的あるいは身体的誘引が認められることが多いとした。さらに、生物学的な指標による統合失調症との境界づけも行われるべく研究が進められ、非定型精神病の患者の視床、視床下部または間脳における機能障害があることが指摘され、統合失調症との差も示唆された。

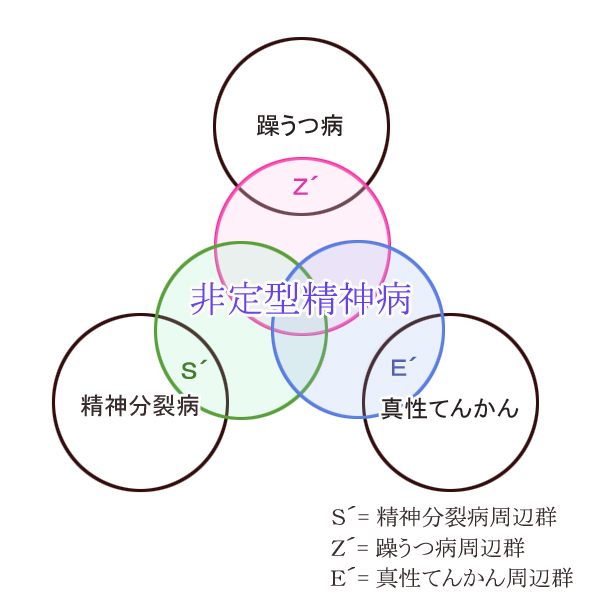
満田による各遺伝図の関係 （堺 1981）

満田による非定型精神病の特徴は以下のとおりである。
1. 発病が急激であり、多くは位相性ないしは周期性の経過を示し予後は良い。
2. 病像は意識、情動、精神運動性障害が主であり、また幻覚は感覚性が著しく、妄想も浮動的、非系統的でいずれも人格とは異質的なものが多い。
3. 病前性格は少なくとも定型統合失調症者のそれとは異なり、感情疎通性が保たれている。
4. 発病に際して、精神的あるいは身体的動機が認められることが多い。

また満田は遺伝という観点から非定型精神病を研究・調査した。満田によると、統合失調症、躁うつ病、真性てんかんはそれぞれ、中核群と周辺群に類別でき、それらはそれぞれ遺伝的に独立した関係にある、しかし各周辺群（図のS´、Z´、E´）においては遺伝的交錯がみられることがあるという。そして「非定型精神病」はその周辺群によって構成されるとし、遺伝的にも定型群とは異種なものであると考えた。

## 診断基準
有識者らにより、近年になって新しい診断基準が作成されている。
本来「定型でない」という単位でまとめられた非定型精神病を、症状の面から診断的枠付けをしていくのは、ある種好ましくない作業のようにも思える。しかし「非定型精神病」という特徴ある存在は古くから知られており、またこうした診断基準の作成は、非定型精神病が的確に診断されることによって、初診時において、治療者にとっての薬剤選択を容易にすることだけでなく、急性症状に戸惑う患者の家族に対しての説明や、今後の治療の展望を提示することが出来る（投薬治療の終了の予定など）、再発防止に努められるなど、患者側にとっても有用性が高い。
|   | 診断基準 | 下位項目                      | 説明 |
| - | --- | ----------------------------- | --- |
| A | 精神的に健康な状態から、突然精神病症状（B症状）が発現し、 顕在化（診断基準に該当すること）まで2週間以内であること |                               | |
| A | B症状の発現前に前駆症状（不眠・不安）が出現することがある                                                         |                               | |
| B | 次の3つの項目のうち少なくとも2つの症状が同時に起こること                                                          | 情緒的混乱                    | 至福感や恍惚感、著明な不安、著明な易刺激性を特徴とするもの |
| B | 次の3つの項目のうち少なくとも2つの症状が同時に起こること                                                          | 困惑・および記憶の錯乱        | ● 自分の考えがまとまらないことを自覚した戸惑い、 人物や場所の誤認、思路の錯乱。 ● これらによって外界の認知や知的作業の低下が生じ 思考や行動に混乱がみられる。 ● エピソード後に健忘を残すことがある。 ● 多形性（動揺性）に現れることがある。 ● なお次の精神医学用語はこの状態の一部を意味するものとする。 例）夢幻様状態、意識変容、思考散乱、急性錯乱 |
| B | 次の3つの項目のうち少なくとも2つの症状が同時に起こること                                                          | 緊張病性症状 または幻覚や妄想 | 緊張病性の以下の項目のうち少なくとも1つの症状がみられるもの 1) カタレプシーまたは昏迷として示される無動症 2) 過度の運動活動性 3) 極度の拒絶症あるいは無言症 4) 常同姿勢、常同運動、顕著な衒奇症 顕著なしかめ面などとして示される自発運動の奇妙さ 5) 反響言語または反響動作                                                                            |
| C | 障害のエピソードの持続期間は3ヶ月未満で、 最終的には病前の機能レベルまでおよそ回復すること                        |                               | |
| C | 3ヶ月後に診断確定となるが、それまでは疑いとする                                                                   |                               | |
| D | 物質または一般身体疾患の直接的な生理学的作用による障害は除外とする                                                |                               | |

## 治療

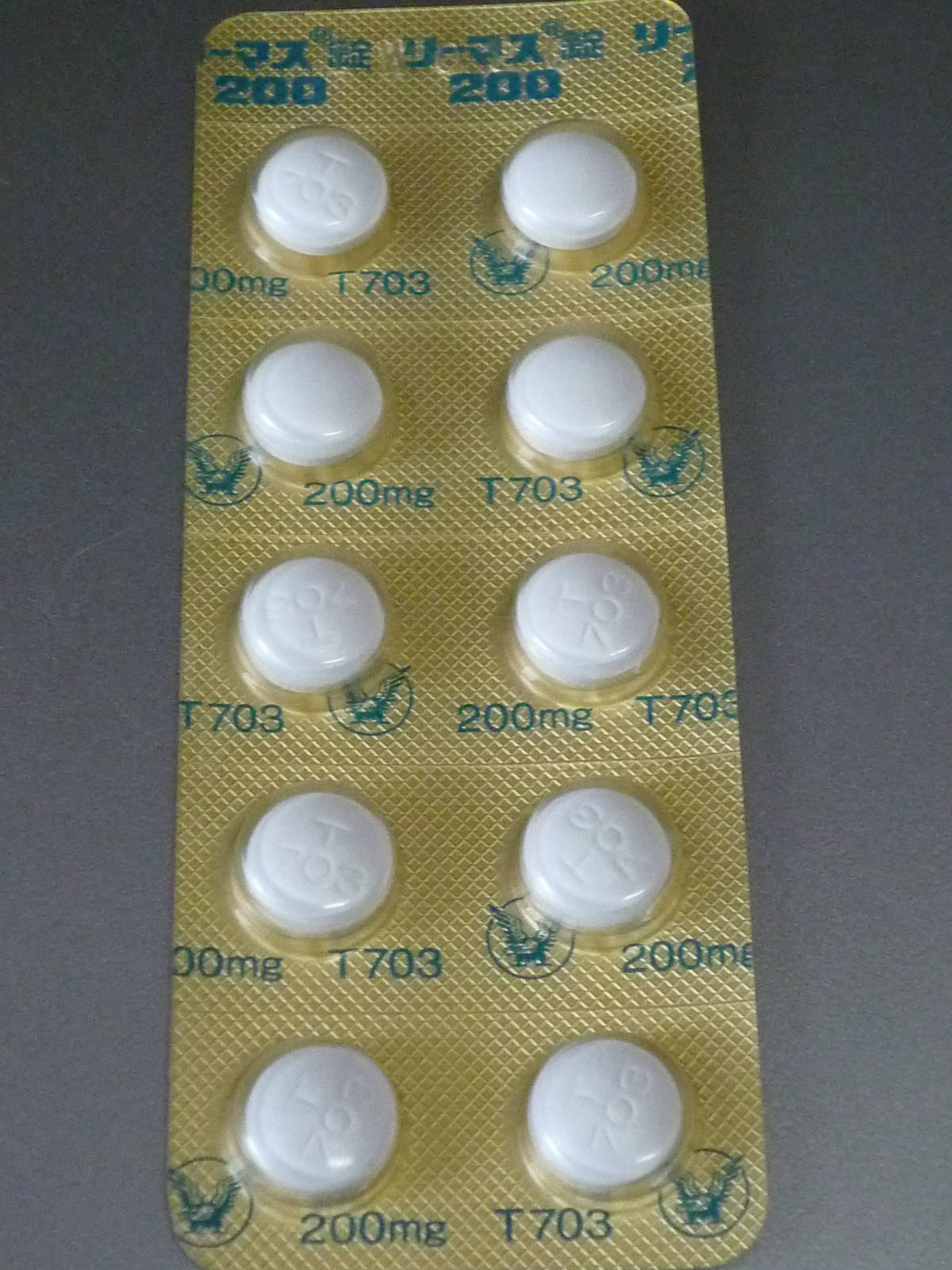
炭酸リチウム（リーマス®錠200）

### 薬物療法
- 定型抗精神病薬
- 非定型抗精神病薬
- 気分安定薬 - リチウム、バルプロ酸、カルバマゼピン、ラモトリギンなど
- 抗うつ薬 - SSRI、SNRI、三環系抗うつ薬など

基本は統合失調症、躁、うつ病などのそれぞれの治療に準じる。抗精神病薬のほか、リチウム（リーマス）やカルバマゼピン（テグレトール）などの気分安定薬が有効とされる。また内分泌学的治療（甲状腺、副腎皮質、性腺ホルモン）も有効な場合がある。一般に抗精神病薬にはよく反応するとされる。